# Lady Shani
Lady Shani (Ciudad de México, 2 de marzo de 1993) es una luchadora profesional mexicana enmascarada. Shani trabaja para Lucha Libre AAA Worldwide (AAA). Como es a menudo el caso con los luchadores enmascarados en México, su vida privada se mantiene en secreto para los fanáticos de la lucha.
Shani ha sido dos veces Campeona Reina de Reinas de AAA.

## Carrera

### International Wrestling Revolution Group (2010-2011)
En su primer año completo como luchadora profesional, comenzó a trabajar para International Wrestling Revolution Group (IWRG) de forma independiente. Su primera aparición importante para IWRG fue en el evento Guerra de Empresas el 2 de enero de 2011, donde se unió a Aeroboy y Comando Negro para una derrota entre hombres y mujeres ante Ludark Shaitan, Dinamic. Black y Violento Jack. 

### Asistencia Asesoría y Administración/Lucha Libre AAA Worldwide (2012-presente)
Ella hizo su debut bajo el nombre de Sexy Lady como heel en donde tuvo una racha de derrotas consecutivas. Poco después en 2015, Lady cambió su nombre a Lady Shani.
El 4 de octubre de 2015 en Héroes Inmortales IX, Shani tuvo una oportunidad titular contra Taya junto con Goya Kong, Faby Apache, Mari Apache y Lady Maravilla por el Campeonato Reina de Reinas de AAA en la cual retuvo Taya.
El 22 de enero de 2016 en Guerra de Titanes, Shani hizo equipo con Keira y Taya logrando su primera victoria. A finales de 2016, Shani hizo su aparición en Héroes Inmortales X por la Copa Antonio Peña en la cual ganó Pimpinela Escarlata.
El 20 de enero de 2017 en Guerra de Titanes, Shani hizo equipo con Dave The Clown, Mini Psycho Clown y Mamba logrando derrotar a Bengala, Big Mami, Dinastía y Pimpinela Escarlata. Después del combate Taya atacó a Shani mostrando así señales de un posible cambio a face. El 19 de marzo en Rey de Reyes, Shani volvió a tener otra oportunidad que no pudo lograr, donde le dio la victoria a Ayako Hamada que hizo su regreso a la empresa.
El 19 de junio, Shani hizo equipo con Venum donde fueron por los vacantes Campeonato Mundial en Parejas Mixto de AAA (en la cual se mantuvo vacante desde febrero de 2016), donde no pudo lograr dando su victoria a Niño Hamburguesa y Big Mami por la distracción de La Hiedra. El 30 de julio, Shani finalmente cambió a face donde derrotó a La Hiedra, Kong y Mamba para convertirse en la contendiente número uno y enfrentarse a Sexy Star por el título en Triplemanía XXV.
El 1 de octubre en Héroes Inmortales XI, Shani derrotó a Ayako Hamada, ganando el vacante Campeonato Reina de Reinas de AAA por primera vez.
El 26 de enero de 2018 en Guerra de Titanes, Shani perdió su campeonato ante Faby Apache por conteo de tres.
El 25 de agosto de 2018 en Triplemanía XXVI logró derrotar a Faby Apache, ganando su cabellera y consolidándose entre las mejores al obtener ese importante triunfo. El 2 de diciembre en Guerra de Titanes, Shani logró derrotar a Faby Apache, La Hiedra y a Scarlett Bordeaux ganando el Campeonato Reina de Reinas de AAA por segunda vez. El 16 de marzo de 2019 en Rey de Reyes, Shani tuvo su primera defensa del título ante Chik Tormenta, Keyra y La Hiedra en un Street Fight. El 16 de junio en Verano de Escándalo, Shani perdió su título ante Keyra en un Triple Threat Match en la que esta también estuvo involucrada Chik Tormenta.
```
En verano de escándalo 2022 >Shani expuso se cabellera ante el >Hijo del Tirantes donde Ganó Shani en una buena lucha sin desscalificacion
```

## En lucha
- Movimientos de firma
  - Hurricanrana
  - Spinning headscissors takedown
  - Diving crossbody
  - La cañonera
  - La rueca

## Campeonatos y logros
- Lucha Libre AAA Worldwide
  - Campeonato Reina de Reinas de AAA (2 veces)
  - Reina de Reinas (2024)

Campeona de triplemania 28 copa femenil ( LA primera luchadora en ganar dicha copa en su modalidad femenil siendo la segunda luchadora en salir y ganándole a las luchadoras que la disputaron: Maravilla , Hiedra , Faby , Mamba , Big Mami, Pimpinela , Chik Tormenta y Hades )
- Producciones Cordero
  - Copa Femenil (2017)

- Xtreme Mexican Wrestling
  - XMW Mixed Tag Team Championship (2 veces, actual) – con Demete Xtreme[12]

- Xtreme Wrestling League
  - XWL Border Tag Team Championship (1 vez) – with Ludark Shaitan[13]

- Pro Wrestling Illustrated
  - Situada en el N.º 40 en el PWI Female 100 en 2019
  - Situada en el N.º 88 en el PWI Female 100 en 2020
  - Situada en el N.º 45 en el PWI Female 100 en 2021
  - Situada en el Nº104 en el PWI Female 150 en 2022
  - Situada en el N.° 97 en el PWI Female 250 en 2023

## Luchas de apuestas
| Ganador              | Perdedor                      | Lugar                    | Evento              | Fecha                   | Notas |
| -------------------- | ----------------------------- | ------------------------ | ------------------- | ----------------------- | ----- |
| Lady Shani (máscara) | Venus (máscara)               | Ciudad Juárez, Chihuahua | Live event          | 19 de noviembre de 2017 |       |
| Lady Shani (máscara) | Faby Apache (cabellera)       | Ciudad de México         | Triplemanía XXVI    | 25 de agosto de 2018    |       |
| Lady Shani (máscara) | Hijo del tirantes (cabellera) | Aguascalientes           | Verano de Escándalo | 5 de agosto de 2022     |       |